# 達德蘭北站
達德蘭北站（英語：Dadeland North station）是美国佛羅里達州邁阿密-戴德縣达德兰地区的一座邁阿密地鐵车站，由邁阿密-戴德公共交通局（MDT）运营管理。车站具体位置位於南迪克西公路（US 1）和西南第83街的交界處、即肯德爾路（西南第88街）以北兩個街區、史那帕溪快速公路（SR 878）与南迪克西公路交界處以南兩個街區，而行政区划上位于肯德尔和格伦瓦高地两个普查规定居民点的边界。达德兰北站於1984年5月20日正式啟用，是迈阿密地铁第一阶段首批建成启用的车站之一。车站毗邻达德兰站购物中心和达德兰商场。
达德兰北站的建筑布局形式为高架车站，车站设有两条股道及一个岛式站台。因应迈阿密地采用停车换乘的服务方式以鼓励郊区居民使用大众运输系统通勤，达德兰北站拥有迈阿密地铁车站之中规模最大的停车场，楼高十层的多层停车场可提供超过2000个停车位。该停车场于1990年8月动工兴建，1992年8月落成启用，建筑投资为1700万美元。

## 车站结构
| P 站台层 | 南行方向                   | ▉ 迈阿密地铁绿线 · ▉ 迈阿密地铁橙线，往达德兰南方向 （终点站）                                          |
| P 站台层 | 岛式站台，左边车门将会开启 | |
| P 站台层 | 北行方向                   | ← ▉ 迈阿密地铁绿线，往帕尔梅托方向 （南迈阿密） · ← ▉ 迈阿密地铁橙线，往迈阿密国际机场 方向（南迈阿密） |
| G 地面层 | 站厅                       | 出入口、巴士站、停车场                                                                                  |

## 外部連結
- Miami-Dade County: Metrorail Stations （页面存档备份，存于）